# Trichocladus crinitus
Trichocladus crinitus là một loài thực vật có hoa trong họ Hamamelidaceae. Loài này được Pers. miêu tả khoa học đầu tiên.